# Верхнє (Куртамиський округ)
Ве́рхнє (рос. Верхнее) — село у складі Куртамиського округу Курганської області, Росія.
Населення — 710 осіб (2010, 799 у 2002).
Національний склад станом на 2002 рік:
- росіяни — 100 %